# Just Dance: Disney Party
Just Dance: Disney Party é um jogo de ritmo da série Just Dance desenvolvido pelo estúdio japonês Land Ho! em associação com a Disney Interactive Studios e publicado pela Ubisoft para o Wii e Kinect para Xbox 360 como um título spin-off da série Just Dance Kids. O jogo foi lançado mundialmente em outubro de 2012. O jogo é semelhante ao Just Dance Kids 2 com os dançarinos de ação ao vivo, os modos de jogo (Team High Scores, Freeze & Shake, Balloon Pop) e os ícones de pontuação animados, exceto que inclui um modo de dueto, onde nos dois primeiros jogos Just Dance Kids, todas as músicas tinham apenas o dançarino no meio da tela para seguir. Além disso, todas as músicas são as versões originais, não covers. Uma sequência, Just Dance: Disney Party 2, foi lançada em 20 de outubro de 2015.

## Jogabilidade
A jogabilidade é idêntica aos outros jogos da franquia da Ubisoft, Just Dance. Os jogadores são obrigados a executar movimentos de dança específicos no ritmo da música, seguindo uma rotina indicada na tela e executada por dançarinos ao vivo. Se o jogador tiver um bom desempenho, dançando com precisão e no tempo, sua pontuação aumentará e uma classificação de 4 estrelas será obtida após a conclusão da faixa.

## Trilha sonora
A lista de faixas consiste em um total de 25 músicas.
| Música                               | Artista                                                                     | Seriado/filme                   | Ano  |
| ------------------------------------ | --------------------------------------------------------------------------- | ------------------------------- | ---- |
| "The Bare Necessities"               | Phil Harris e Bruce Reitherman                                              | O Livro da Selva                | 1967 |
| "Be Our Guest"                       | Elenco de Beauty and the Beast                                              | Beauty and the Beast            | 1991 |
| "Bibbidi-Bobbidi-Boo"                | Verna Felton                                                                | Cinderella                      | 1950 |
| "Calling All the Monsters"           | China Anne McClain                                                          | A.N.T. Farm                     | 2011 |
| "Everything Is Not What It Seems"    | Selena Gomez                                                                | Os Feiticeiros de Waverly Place | 2007 |
| "Ev'rybody Wants to Be a Cat"        | Elenco de The Aristocats                                                    | The Aristocats                  | 1970 |
| "Fly to Your Heart"                  | Selena Gomez                                                                | Tinker Bell                     | 2008 |
| "Following the Leader"               | Paul Collins, Tommy Luske, e Tony Butala                                    | Peter Pan                       | 1953 |
| "Hang in There Baby"                 | Bridgit Mendler                                                             | Good Luck Charlie               | 2010 |
| "Hawaiian Roller Coaster Ride"       | Kamehameha Schools Children's Chorus e Mark Keali'i Ho'omalu                | Lilo & Stitch                   | 2002 |
| "Hey Jessie"                         | Debby Ryan                                                                  | Jessie                          | 2011 |
| "Hoedown Throwdown"                  | Miley Cyrus                                                                 | Hannah Montana: The Movie       | 2009 |
| "I Thought I Lost You"               | Miley Cyrus e John Travolta                                                 | Bolt                            | 2008 |
| "I've Got a Dream"                   | Mandy Moore, Brad Garrett, Tangled Ensemble, Zachary Levi, e Jeffrey Tambor | Tangled                         | 2010 |
| "It's a Small World"                 | The Disneyland Children's Chorus                                            | It's a Small World              | 1964 |
| "The Muppet Show Theme"              | The Muppets                                                                 | The Muppets                     | 2011 |
| "Shake It Up"                        | Selena Gomez                                                                | Shake It Up                     | 2010 |
| "S.I.M.P (Squirrels In My Pants)"    | 2 Guys n the Parque                                                         | Phineas and Ferb                | 2008 |
| "Something That I Want"              | Grace Potter                                                                | Tangled                         | 2010 |
| "Supercalifragilisticexpialidocious" | Elenco de Mary Poppins                                                      | Mary Poppins                    | 1964 |
| "That's How You Know"                | Amy Adams                                                                   | Enchanted                       | 2007 |
| "This Is Me"                         | Demi Lovato feat. Joe Jonas                                                 | Camp Rock                       | 2008 |
| "Twist My Hips (Watch Me)"           | Tim James e Nevermind                                                       | Shake It Up                     | 2010 |
| "Under the Sea"                      | Elenco do The Little Mermaid da Disney                                      | A Pequena Sereia                | 1989 |
| "We're All in This Together"         | Elenco do High School Musical                                               | High School Musical             | 2006 |

1. 1 2 3 4 5 6 7 8 9 10 11 12  Pode ser jogado em diferentes idiomas.

## Elenco
A atriz Haley Lu Richardson foi destaque em "Hey Jessie" como dançarina.